# Robert Brincel
Robert Brincel est un poète français, actif au milieu du XVIe siècle.

## Biographie
On ne sait rien de sa vie.

## Œuvres
Robert Brincel a traduit 42 Psaumes de David en français, qui ont été publiés sous l'initiale R.B. dans les recueils de psaumes appartenant à la mouvance du Psautier de Paris, où ils voisinent avec ceux de Clément Marot, Claude-Barthélémy Bernard et Gilles d'Aurigny notamment. On n'en connaît pas d'édition séparée.
La correspondance entre R.B. et Robert Brincel est donnée sans équivoque par La Croix Du Maine qui précise : « Il a traduit en rithme françoise plusieurs psalmes de David, imprimés avec ceux de Clément Marot et de Gilles d'Aurigny ».
Au sein du Psautier de Paris, les psaumes traduits par Brincel sont les Ps. 26, 31, 35, 47-48, 56-57, 59-61, 64, 66, 71, 74-77, 83, 85, 87, 90, 92-94, 97-100, 102, 105-106, 108-109, 132-133, 135-136, 140-141, 145, 148-150 (dans la numérotation hébraïco-protestante) .